# Guillem Gibert
Guillem Gibert (Barcelona, segle XV — segle xv) va ser un poeta català.
Va escriure "Complant" a la mort del príncep Carles de Viana (1461), d'una gran sinceritat i retoricisme.

## Obres
- Ab dolor gran e fora de mesura